# Mario Kart Arcade GP VR
Mario Kart Arcade GP VR (マリオカート アーケードグランプリVR Mario Kāto Ākēdo Guranpuri Bui Āru?, lit. Mario Kart Arcade Grand Prix VR) es un videojuego de carreras desarrollado y publicado por Bandai Namco Entertainment de Mario Kart lanzado para máquinas recreativas de realidad virtual, lanzado en Japón el 14 de julio de 2017. Más tarde fue lanzado en el Reino Unido el 3 de agosto de 2018 y Estados Unidos el 1 de octubre de 2018. Es la cuarta entrada en la serie Mario Kart Arcade GP.

## Jugabilidad
A diferencia de los juegos anteriores de Mario Kart, Mario Kart Arcade GP VR se juega mediante el uso de un casco de realidad virtual y en primera persona. Similar a los juegos anteriores de arcade Mario Kart, el juego se controla a través de un volante y pedales de aceleración y freno. Además, los elementos se lanzan al hacer movimientos con las manos, que el juego registra mediante un accesorio en la muñeca del jugador. Por ejemplo, para lanzar un Caparazón Verde, uno debe hacer un movimiento de lanzamiento con la palma abierta. Además, en lugar de usar Item Boxes, el juego usa globo rojo, amarillo y verde para almacenar artículos. Los Glider también están presentes y se usan de manera similar a Mario Kart Arcade GP DX.
Solo hay un curso de una sola vuelta disponible, pero tiene diferentes temas, que extrae elementos de los cursos dentro de Mario Kart Arcade GP DX. Su primera y segunda sección es una nueva versión de Kingdom Way, solo que con Big Piranha Plants y Thwomps; la tercera sección está ambientada en una mezcla de Aerial Road y Sky Arena, solo que con muchos más Bullet Bills y Bob-ombs; la cuarta sección se basa en Bowser's Castle; y la quinta sección se basa en Peach Castle. Antes de la carrera, Bowser y Wario adelantan a los jugadores.

## Personajes
Se pueden jugar cuatro personajes en el juego, mientras que otros dos personajes son solo para CPU. A diferencia de los juegos anteriores de Mario Kart Arcade GP, este juego no presenta personajes de Bandai Namco Entertainment; Este es también el primer juego de Mario Kart desde Super Mario Kart que no presenta a Wario y Donkey Kong como personajes jugables, y el primero en general que no presenta a Bowser y Toad como personajes jugables (tanto Donkey Kong como Toad están completamente ausentes).

### Jugables
Cada gabinete de arcade tiene un personaje jugable único diferente.
- Mario (#001)[7]
- Luigi (#002)[7]
- Peach (#003)[7]
- Yoshi (#004)[7]

### Oponentes de la CPU
- Bowser[1]
- Wario[10]

### Obstáculos
| Obstáculo          | Descripción                                           |
| ------------------ | ----------------------------------------------------- |
| Big Piranha Plants | Se lanza hacia los corredores que intentan morderlos. |
| Bob-omb            | Camina y explota si se toca.                          |
| Bullet Bills       | Vuela en una dirección determinada.                   |
| Lava Bubbles       | Salta de lava a lo largo de la pista.                 |
| Thwomps            | Sube y baja regularmente.                             |

### Otros
- Toads[9]
- Lakitu[9]
- Shy Guys
- Piranha Plants

## Vehículos
- Standard Kart (conducido por los jugadores)[7]
- Bull Truck (conducido por Wario)[7]
- Road Galleon (conducido por Bowser)[7]

## Gliders
- Super Glider[8]

## Ítems
| Ítem            | Uso |
| --------------- | --- |
| Banana          | Se puede colocar detrás del usuario, y otros corredores girarán si lo tocan. |
| Caparazón Verde | Se pueden lanzar haciendo un movimiento de lanzamiento con un brazo, lanzándolos hacia adelante. Otros corredores girarán si tocan un Caparazón Verde.                                                       |
| Martillo        | Se puede balancear frente al corredor haciendo un movimiento hacia abajo con un brazo y desaparecer después de sostenerlo durante un tiempo. Otros corredores girarán si tocan el Martillo de otro corredor. |